# Råshult
Råshult – wieś w Szwecji, w regionie Kronoberg, koło Älmhult, w historycznej prowincji Smalandia. 23 maja 1707 w tej miejscowości urodził się przyrodnik Karol Linneusz.